# Mairu
Los mairu (o Mairuak en plural en euskera), llamados también Maide, Mainde o Maire (o Intxisu(ak) en el valle del Bidasoa) eran, según la mitología vasca, gigantes constructores de dólmenes y crómlechs. A menudo se les asocia con las Lamias.

## Mitología
A los Mairu se atribuye la construcción de ciertos dólmenes y crómlechs como los de Ibañeta de Zugarramurdi (Navarra), los de Oyarzun (Guipúzcoa), los del monte Buluntsa. En Mendive, tales construcciones se deben a las compañeras femeninas de los maide, es decir, a las lamias.[cita requerida] En Oyarzun llaman intxitxu a los constructores de los crómlechs de la región y dicen que son cementerios de estos genios. Como en el crómlench designado allí: Mairubaratz (huerto de Mairu). Intxitxu, genio masculino correspondiente a la lamia y a sorgin, es otro de los topónimos de Mairu. En Oyarzun existe una cueva cuyo nombre deriva de Maide, Maidazulo.
Se unen personajes con este nombre que figuran en varias leyendas de la Baja Navarra, de Labort y del extremo oriental de Guipúzcoa, con tales funciones. En otras zonas del país estas labores van asociadas a otros nombres: mairi, maru, mooru, moro, maide, maire, jentil, lamia (lamina), sorgin.
En otras áreas de la Europa Atlántica era también creencia la llegada de "gentes del Sur" con la ciencia de construir Monumentos Megalíticos. La presencia de cromosomas genéticos en el ADN masculino, haplogrupo E1b1b1 en minorías aisladas de la población europea (incluida la vasca) a lo largo del litoral atlántico europeo hasta Escocia, y en ADN femenino hasta Escandinavia, parece confirmar la llegada desde hace muchos siglos sino milenios atrás, de navegantes mediterráneos de origen norteafricano, donde es más frecuente este tipo genético entre la población. La lengua vasca y gaélica contienen indicios de préstamos bereberes, ya conocidos desde hace dos siglos, y sin explicación desde entonces, ya que no provienen de la misma familia lingüística ninguna de las dos lenguas. [cita requerida]
Hay leyendas en que el brazo desecado o un hueso del brazo de Mairu aparece con virtudes misteriosas. Su nombre es Mairu-beso (o brazo de Mairu), más concretamente un hueso del brazo del niño muerto sin bautizar. En las narraciones el protagonista utiliza ese hueso como tea para alumbrar de noche y a veces para adormecer a los habitantes de la casa donde la antorcha se halla encendida. Esta leyenda es conocida, por lo menos, en la región de San Juan Pie de Puerto (allí, Mairu es aún hoy en día un término para designar al que no está bautizado y por lo tanto no es cristiano: así pues llaman Mairu-beso al brazo de un niño no bautizado o que ha muerto sin bautizarse. Los niños no bautizados, Mairu, si morían en tal estado, eran enterrados hasta nuestros días en los alrededores de su propia casa o en la huerta contigua a la misma). Pero los relatos en los que figuran individuos que se sirven de huesos humanos para alumbrar de noche también se ve en otros lugares como Ataun (Guipúzcoa) y Meñaca (Vizcaya), por ejemplo.
Es posible que el nombre de Mari deba su origen al cristiano María. Pero tampoco cabe descartar otra procedencia; podría tener relación con Mairi, Maide y Maindi con que son designados otros personajes legendarios de la Mitología del País Vasco. El nombre de mairi se encuentra en los dialectos orientales y es la forma que toma mairu ante vocal de los sufijos de declinación. Los Mairi (mairu en euskera unificado) son los constructores de los dólmenes; los Maide (quizás variante mairü en Zuberoa) son genios de los montes, de sexo masculino, constructores de los crómlechs, mientras que sus correspondientes de sexo femenino son las Lamias o genios de las fuentes, de los ríos y de las cuevas; en cuanto a Maindi, es seguramente la segunda parte de saindu-maindiak, plural cuyo singular sería saindu-maindu (la -u del radical convertida en -i ante vocal, como en el caso de mairi, y que en los dialectos occidentales se diría santu-mantu,  manera irónico-hipocorística de designar a los santos); estos saindu-maindiak, son quizás las almas de antepasados que de noche visitan sus antiguos hogares, según creencias de la región de Mendive.
El nombre Maya parece estar relacionado con Sugar que es considerado el consorte de Mari y que debe ser el mismo al que llamaban Culebro.[cita requerida]

## Pervivencia
El término Mairu se halla todavía bastante extendido, sobre todo en nombres de localidades o ubicaciones: 
- Mairumendia o montes de Mairu (en Artajona, Navarra, ¿año 1300?) (hoy Marinundia) según Jimeno Jurio.[cita requerida]
- Mairubide o camino de Mairu (cerca de Manurga, Álava).
- Mairuelegorreta o tierras secas de Mairu (cuevas de Gorbea).
- Mairuburueta o cimas o extremidades de Mairu (término de Acosta, Álava)).
- Mairubaratz o huerto o cementerio de Mairu (crómlechs de Oyarzun).
- Mairuillarri o sepultura de Mairu (crómlechs de Zugarramurdi, Navarra).
- Mailarreta o Mairuilarrieta o pedregal de Mairu, o lugar de crómlechs (sobre la montaña Otsondo-Mondarrain, Navarra).
- Mairuetxe o casa de Mairu (piedras erguidas del monte Buluntsa, dolmen de Mendive y en la región de Okabe).
- Mairu-artxan o endrino o ciruelo de Mairu.
- Mairu-ilhar y Mai-ilar o brezo o brezal de Mairu, o arveja de Mairu.
- Mairukeri o refugio o abrigo de Mairu, o conducta salvaje.